# Epistulae morales

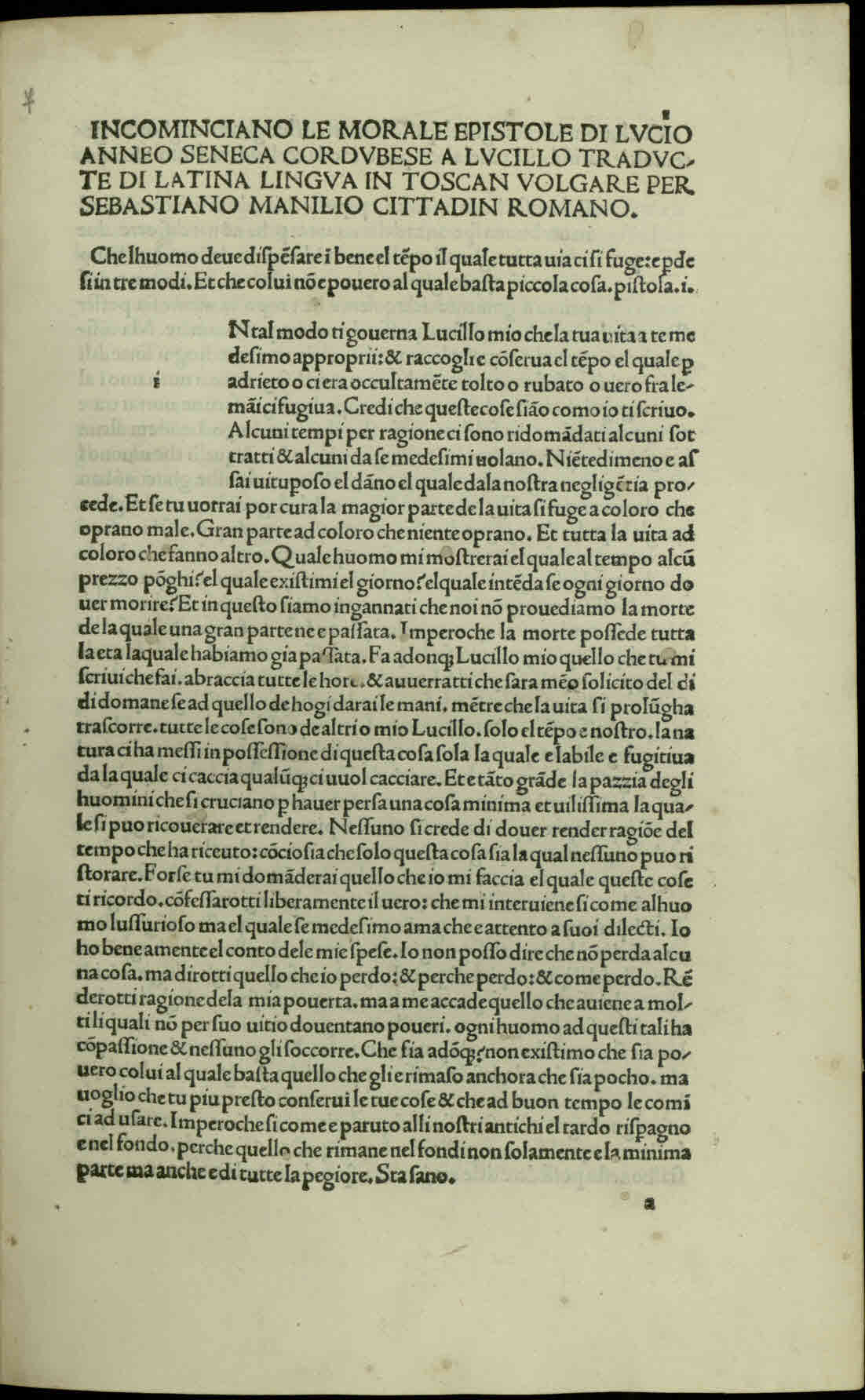
Epistolae ad Lucilium, Übersetzung ins Italienische, 1494

Die Epistulae morales ad Lucilium (lateinisch: ‚Briefe über Ethik an Lucilius‘) sind eine Sammlung von 124 Briefen, die der römische Dichter und Philosoph Seneca (ca. 1–65 n. Chr.) verfasste.
Seneca schrieb die Texte nach seinem Rückzug aus der Politik (etwa 62 n. Chr.). Der Inhalt ist von einer gewissen Distanz zur Hektik der politischen Geschäftigkeit und von dem, was Politikern wichtig sein musste, durchzogen. Andererseits kommt die Lebensgefahr, in der Seneca schwebte, und der er sich auch wohl bewusst war, zum Ausdruck.
In den Briefen erteilt Seneca einem gewissen Lucilius Ratschläge, sein Leben im Sinne der stoischen Philosophie sinnvoll zu gestalten. Dabei nutzte Seneca die Briefe als Mittel, um verschiedene Aspekte seiner eigenen Philosophie darzustellen. Zugleich eröffnen die Texte Einblicke in das Alltagsleben des antiken Rom.
Vom Empfänger der Epistulae morales war lange Zeit vermutet worden, er sei eine lediglich fiktive Gestalt. Aus den Briefen selbst ergibt sich, dass der offenbar einige Jahre jüngere Lucilius in den Ritterstand aufgestiegen war, dass er bereits über politische Erfahrungen als Prokurator verfügte, als er 63/64 n. Chr. Prokurator auf Sizilien wurde. Lucilius war auch literarisch tätig. Die Autorschaft des unter anderem ihm zugeschriebenen Aetna ist jedoch umstritten. Seneca widmete ihm außer den Briefen die Schrift De Providentia und die Naturales quaestiones.

## Themen derEpistulae morales
Das Leitthema Senecas ist die Selbsterziehung zum glücklichen Menschen.

„Wenn du einen Menschen siehst, nicht zu schrecken von Gefahren, unberührt von Begierden, im Unglück glücklich, mitten in stürmischen Zeiten gelassen, von höherer Warte die Menschen sehend, von gleicher Ebene die Götter, wird dich nicht Ehrfurcht vor ihm überkommen? (Ep. 41.3)

Si hominem videris interritum periculis, intactum cupiditatibus, inter adversa felicem, in mediis tempestatibus placidum, ex superiore loco homines videntem, ex aequo deos, non subibit te veneratio eius?“

Die Briefe Senecas behandeln unter anderem folgende Themen:
- Wozu Philosophie?
- Briefstil und Philosophie
- Zeit
- Hinwendung zum höchsten Gut
- Ratio und Gottesbegriff
- Krankheit, Schmerz, Tod und ihre geistige Bewältigung
- Freiheit im Angesicht des Todes
- Natur- und vernunftgemäßes Leben
- Einfluss des Reisens
- Abhängigkeit von Materiellem
- Abhängigkeit von Fortuna
- Kritik am Körperkult und am Sport
- Wahre Freude in Abgrenzung gegen Genusssucht
- Negativer Einfluss der Volksmenge
- Die Behandlung von Sklaven
- Freundschaft

## Datierung
Innerhalb der Briefe gibt es nur eine kleine Anzahl von Hinweisen, die chronologisch verwertbar sind. Mit ihnen hat sich insbesondere K.F.C. Rose näher beschäftigt. Die Häufung des Themas Rückzug aus der Politik (zum Beispiel ep. 8.2) lässt sich unschwer auf Senecas Stellung im Jahr 62/63 deuten. Halbwegs exakt lassen sich die folgenden Erwähnungen datieren:
- Ep. 18.1: December est mensis (→ Dezember 62)
- Ep. 23.1: quam humane nobiscum hiemps egerit … quam malignum ver sit (→ ca. März 63)
- (das Verstreichen größerer Zeiträume markiert in ep. 38.1, 48.1 und 50.1)
- Ep. 67.1: ver aperire se coepit, sed iam inclinatum in aestatem (Frühjahr 64)
- Ep. 70.26: secundo naumachiae spectaculo (Frühjahr/Sommer 64)
- Ep. 77.1: Die ägyptische Getreideflotte erreichte Puteoli in der Regel vor Juli (→ Juni 64).
- Ep. 86.16: Iunius mensis est … iam proclivis in Iulium (→ Juni 64)
- Ep. 91: nach dem Brand Roms (nach Ende Juli 64)
- Ep. 104.1: febris (→ Spätsommer oder Herbst 64)
- Ep. 122.1: detrimentum iam dies sensit (Herbst 64)

Damit lässt sich die Entstehung der Briefe recht genau auf die Zeit von Herbst 62 bis Herbst 64 eingrenzen, was einer Schreibleistung von etwas mehr als einem Brief pro Woche entspricht.

## Bucheinteilung
Es wird angenommen, dass die Einteilung der Briefe in 20 Bücher schon antik ist, ja wahrscheinlich auf den Verfasser selbst zurückgeht. An einigen Stellen ist die Abgrenzung der einzelnen Bücher nicht überliefert und die Rekonstruktion der Einteilung nicht hinreichend sicher.
- 1. Buch/Liber I: Briefe 1–12
- 2. Buch/Liber II: Briefe 13–21
- 3. Buch/Liber III: Briefe 22–29
- 4. Buch/Liber IV: Briefe 30–41
- 5. Buch/Liber V: Briefe 42–52
- 6. Buch/Liber VI: Briefe 53–62
- 7. Buch/Liber VII: Briefe 63–69
- 8. Buch/Liber VIII: Briefe 70–74
- 9. Buch/Liber IX: Briefe 75–80
- 10. Buch/Liber X: Briefe 81–83
- 11.–13. Buch/Libri XI–XIII: Briefe 84–88
- 14. Buch/Liber XIV: Briefe 89–92
- 15. Buch/Liber XV: Briefe 93–95
- 16. Buch/Liber XVI: Briefe 96–100
- 17. und 18. Buch/Libri XVII et XVIII: Briefe 101–109
- 19. Buch/Liber XIX: Briefe 110–117
- 20. Buch/Liber XX: Briefe 118–124

## Rezeptions- und Wirkungsgeschichte
Die Epistulae morales gehören zu den wenigen Texten der lateinischen Literatur, die nach dem Zusammenbruch des Römischen Reiches bekannt blieben und rezipiert wurden und nicht erst, wie viele andere antike Schriften, in der Renaissance wiederentdeckt wurden. Zu ihrem Erfolg beigetragen haben dürfte der verständliche Stil und die lebenspraktische Thematik der Briefe.